# Fazenda Palmeiras (aeródromo)
A Fazenda Palmeiras (ICAO: SSUW) é um aeródromo civil privado brasileiro, localizado no município de Centenário do Sul, no Paraná.

## Características
- Nome do aeródromo: Fazenda Palmeiras
- Dimensões da Pista: 800x20m[1]
- Altitude: 448m
- Revestimento da Pista: Grama
- Opera com Linha Aérea Regular? Não
- Opera por Instrumentos? Não
- Opera no Período Noturno? Não
- Abastecimento: Não há
- Designativo das Cabeceiras: 09/27
- Resistência da Pista: 3.500kg/0.50MPa